# Викинг (фильм, 2016)
«Викинг» — российский исторический фильм режиссёра Андрея Кравчука, повествующий о приходе в X веке к власти на Руси князя Владимира Святославича и последующих событиях вплоть до крещения князя и киевлян. В основу сюжета легли события, описанные в «Повести временных лет», но во многих деталях фильм отходит от них. Слоганом кинокартины стала фраза: «Тебе нужно увидеть, чтобы поверить». Российская премьера фильма состоялась 29 декабря 2016 года, а мировая премьера прошла 6 января 2017 года. В прокат вышло 2 версии кинофильма: 18+ (длится 133 минуты) и 12+ (128 минут).
С бюджетом в 1,25 млрд рублей (по одним источникам это составило 20 млн долларов, по другим — 40 млн долларов) «Викинг» стал одним из самых дорогостоящих фильмов в истории российского кино, поэтому, несмотря на рекордно высокие сборы в первые дни проката, некоторые критики утверждают, что картина в итоге не окупилась. Не менее 728 млн рублей на безвозвратной основе фильму выделило государство через «Фонд Кино», что составило не менее 58 % стоимости фильма.
В прессе фильм получил противоречивые отзывы: его хвалили за масштабность, но критиковали за слабый сюжет, за то, как изображена древняя дохристианская Русь, а также спорное изображение личности самого князя Владимира.

## Сюжет
Действие происходит в Киевской Руси во второй половине X века. Повествование в фильме ведётся от лица жестокого и коварного варяжского воеводы Свенельда (в сюжете фильма заменил воеводу Владимира Добрыню), служившего нескольким поколениям правящих на Руси варяжских князей из рода Рюрика.
975 год. Русский князь древлян Олег Святославич охотится на огромного тура в зимнем лесу. Он хочет сделать подарок своей невесте — варяжке Рогнеде. Однако, когда зверь уже загнан, появляются дружинники его старшего брата — великого князя Киевского Ярополка Святославича и отбирают добычу. В гневе Олег убивает их предводителя Люта и начинает преследовать оставшихся охотников, чтобы скрыть своё преступление.
977 год. Неожиданно навстречу Олегу появляется сам Ярополк во главе всего войска, который якобы едет к брату на свадьбу. Олег решает бежать к Полоцку, где его ждёт невеста. Однако при виде погони ворота в крепость запирают, а в начавшейся давке Олега на коне сталкивают в ров с кольями. Вина за смерть брата ложится на Ярополка. По «языческому» варяжскому закону мстить ему должен младший из рода Рюриковичей — новгородский князь Владимир. Он скрывается на берегу Ледяного моря, когда за ним приезжает престарелый, но опытный в ратном деле воевода Свенельд. Юный 18-летний русский князь Владимир вынужден вернуться с севера на Русь в сопровождении варяжской дружины, чтобы отомстить одному своему брату за смерть другого брата.
978 год. Первым городом на пути Владимира становится Полоцк, где княжит варяг по имени Рогволод. Желая заручиться его поддержкой, Владимир сватается к его гордой дочери Рогнеде, но получает отказ и приходит в ярость, когда та упоминает о его сомнительном происхождении от рабыни. Отряд викингов врывается в крепость, и Владимир (до этого отведавший напиток берсерков) насилует и берёт княжну в жёны. Варяги убивают Рогволода и его жену. После этого объединённые войска продолжают свой путь к Киеву.
Высадившись с драккаров, отряд Владимира бросается к киевским воротам. Город оказывается пустым. Случайно на Днепре викинги встречают греческий корабль с женой Ярополка — Ириной. Она пытается бежать на свою родину — в Византийскую империю, но становится заложницей Владимира. Чтобы освободить беременную супругу, Ярополк приезжает на переговоры в Киев и погибает от мечей спрятавшихся во дворце убийц на глазах у своего дружинника Варяжко.
Таким образом Владимир Святославич превращается в нового правителя всей Руси и первым своим действием в качестве великого киевского князя восстанавливает на капище похороненного там деревянного идола Перуна, которому поклонялся ещё его отец Святослав.
Варяжко, которому князь Владимир сохранил жизнь, бежит в степи к печенегам и участвует в нападении кочевников на Киев, которое удаётся отбить во многом благодаря одному из воевод Владимира — варягу Фёдору, христианину по вероисповеданию. В честь победы над печенегами киевляне устраивают языческий праздник, во время которого волхвы собираются принести в жертву сына Фёдора — мальчика по имени Иоанн. Фёдор пытается спасти сына, однако оба они умирают под брёвнами рухнувшего укрепления. Князь Владимир ссорится с волхвом, но неожиданно получает утешение от вдовы князя Ярополка Ирины, которая рассказывает ему про христианского Бога и про бессмертие чистой души. Решая отпустить Ирину на родину, Владимир попадает в засаду, организованную Варяжко. Чудом избежав смерти, князь получает послание от Византийского императора Василия II, направившего в Киев большой корабль с дарами. Расплатившись с викингами богатствами, полученными из Константинополя, Владимир собирается в поход на Корсунь.
987 год. Узнав о том, что наградой за победу в новой войне будет сестра императора Анна, Рогнеда пытается убить мужа во сне, но Владимир оказывается сильнее.
988 год. Долгая осада Корсуни не даёт желаемого результата. Воины Владимира по ночам бегут из лагеря. Только записка, составленная Ириной, помогает отряду отыскать слабое место в обороне каменной крепости. Решив перерезать городской водопровод, Владимир вновь сталкивается с Варяжко. Ночная атака печенегов отбита, Корсунь, оставшись без воды, сдаётся. Князь Владимир победителем входит в городской христианский храм, где знакомится с духовным отцом и помощником Ирины — Анастасом. После откровенной беседы с ним, в которой Владимир берёт на себя вину в смерти Рогволода с женой и Фёдора с сыном, великий князь решает стать христианином и прекратить войны.
Однако его воевода Свенельд далёк от смирения и, напротив, хочет продолжить череду военных побед варягов и теперь уже, в качестве предлога, уговаривает Владимира отомстить и византийцам, за подстроенную ими шестнадцать лет назад руками печенегов смерть на днепровских порогах отца Владимира — старого князя Святослава. Свенельд призывает Владимира убить византийского императора так же подло и коварно, как был убит Ярополк, а когда Владимир отказывается, Свенельд, в гневе разочарования в вожде, пытается утопить великого князя Владимира в Чёрном море. Когда же и это не получается, Свенельд вызывает Владимира на смертельный поединок. Свенельд не верит в духовное перерождение и в смирение Владимира: «Люди не меняются!» — кричит он. «Тебе нужно увидеть, чтобы поверить!» — отвечает Владимир, втыкает меч в землю и в смирении становится на колени. «Возьми меч, умри как воин, не будь рабом!» — кричит Свенельд. «Я — раб Божий и больше ничей» — отвечает Владимир. Свенельд, будучи не в силах убить безоружного и стоящего на коленях Владимира, уходит. Таким образом, смирение в этом фильме побеждает силу.
В финальной сцене Анастас проводит крещение киевлян в водах Днепра, а князь и византийская принцесса наблюдают с корабля за церемонией на берегу. Ужасы, грязь и кровь сменились ярким солнечным светом и белыми одеждами крестящихся в водах людей. Ирина с сыном опять оказываются в Киеве. Над городом на месте старого капища люди водружают крест.

## В ролях
- Данила Козловский — Владимир Святославич, князь новгородский, затем великий князь киевский
- Александр Устюгов — Ярополк Святославич, великий князь киевский
- Кирилл Плетнёв — Олег Святославич, князь древлянский
- Андрей Смоляков — Рогволод, князь полоцкий
- Александра Бортич — Рогнеда Рогволодовна, княжна полоцкая, жена Владимира Святославича
- Светлана Ходченкова — Ирина, гречанка, жена Ярополка Святославича
- Максим Суханов — Свенельд, воевода Великого князя Святослава Игоревича
- Ростислав Бершауэр — Блуд, воевода и боярин киевский
- Вилен Бабичев — викинг Хевдинга
- Николай Козак — Лют, дружинник князя Ярополка
- Игорь Петренко — Варяжко, дружинник князя Ярополка
- Владимир Епифанцев — Фёдор, дружинник князя Ярополка, а затем и Владимира; христианин
- Иван Шмаков — Иоанн, сын Фёдора; отрок киевский
- Павел Делонг — Анастас, священнослужитель из Корсуни
- Антон Адасинский — волхв
- Юлия Писаренко — язычница
- Алексей Демидов — Самоха
- Александр Лобанов — Путята, тысяцкий
- Жайдарбек Кунгужинов — сотник печенегов
- Йоаким Наттерквист — Хевдинг, предводитель викингов
- Харальд Розенстрем — Эйнар
- Александр Армер — Ульвар
- Олег Доброван — Вальгард
- Джон ДеСантис[англ.] — Берсерк

## Производство
По словам продюсера Анатолия Максимова, работа над фильмом началась осенью 2008 года. В съёмках было задействовано более 3000 человек: «режиссёры, артисты, художники, операторы, администраторы, каскадеры, финансисты, строители и представители многих-многих других профессий».
Главными историческими консультантами кинокартины стали историк и археолог В. Я. Петрухин и лингвист Ф. Б. Успенский.
Финансирование фильма осуществлялось ЗАО «Дирекцией кино», также были инвестиции Фонда кино и студии КИТ (входящей в медиахолдинг Газпром-медиа). Создатели картины также получили от Федерального фонда социальной и экономической поддержки отечественной кинематографии 232 миллиона рублей, и запрашивали ещё 190 миллионов. Газета «Известия» сообщала, что порядка 700 млн рублей из бюджета картины были выделены государством на возвратных и безвозвратных условиях.

### Подбор актёров
Роль княжны Полоцкого княжества Рогнеды исполнила Александра Бортич. На эту роль также рассматривалась Екатерина Вилкова.
На главные роли также пробовались Виктор Вержбицкий, Сергей Безруков, Максим Матвеев, Михаил Елисеев, Сергей Пускепалис.

### Музыка к фильму
Автором музыки к фильму является российский композитор и продюсер Игорь Матвиенко. Саундтрек создавался два года. Предварительно композитор изучал музыку IX—X веков, знакомился с эпохой князя Владимира. К записи привлекались специалисты Гнесинской академии, были заказаны копии старинных инструментов того времени (колёсные лиры, гудок, бубны, гусли). Треки записывались на этих инструментах, затем фонограммы смешивалась с синтезатором. Для записи музыки была оборудована специальная студия. В работе принимали участие продюсер Игорь Полонский, аранжировщики Артём Васильев, Александр Каменский, Рафаэль Сафин, солистка группы «Город 312» Ая и многие другие.

### Съёмки
Съёмки фильма начались в марте 2015 года. Натурные сцены «Викинга» снимались в Крыму: на Тайганском водохранилище (Белогорский район), в Генуэзской крепости (Судак), в посёлке Школьное (Симферопольский район), в Бахчисарае и на мысе Фиолент (Севастополь). Также съёмки проходили на студии «Главкино».
Позднее декорации фильма были использованы при строительстве кинопарка «Викинг». Возведение объекта началось в октябре 2015 года на левом берегу горной реки Кызылкобинки в начале подъёма на Красные пещеры. Кино-парк открылся в мае 2016 года.

### Маркетинг
Фильм был представлен 1 октября 2016 года в рамках Comic Con Russia 2016. Были показаны эксклюзивные материалы, подготовленные специально для конвента, в том числе «живой» трейлер — шоу каскадеров на стенде, который был построен в виде древнерусской заставы. Посетители мероприятия могли участвовать в конкурсах на знание отечественной истории, примерить костюмы персонажей фильма и сфотографироваться с реквизитом.

### Реклама
Тизер-трейлер появился в сети 19 ноября 2015 года. Премьера трейлера состоялась 16 сентября 2016 года. Второй трейлер появился в сети 8 декабря 2016 года. Озвучивал трейлеры Анатолий Максимов.

## Прокат
В России прокат был начат 29 декабря 2016 года. Общие кассовые сборы картины в России и СНГ составили 1 534 409 689 рублей, в других странах — менее 400 000 долларов США. По мнению киноведа Виктора Матизена, это означает кассовый провал фильма, так как половину сборов оставляют себе кинотеатры, а оставшаяся сумма не покрывает бюджет фильма.

## Отзывы и оценки
Фильм получил смешанные отзывы в прессе.

### Журналисты
Кинокритик А. В. Долин в журнале «Афиша» заявил, что после фильма многие начнут иначе смотреть на жестокого князя Владимира и «поёживаться» при виде памятника ему: «„Викинг“ явно задумывался как фильм о приходе на Русь христианства. Но получился чем-то противоположным».
Кинообозреватель «Комсомольской правды» Стас Тыркин в рецензии пришёл к выводу, что «сама картина является ярчайшим примером новейшего российского продюсерского кино», который, имея плюсы и минусы, представляет собой «качественно сооружённый мегаломанский проект (на подготовку и производство ушло 7 лет), пренебрегающий внятностью ради эффектности».
По мнению кинокритика Д. Рузаева в журнале TimeOut, «авторы демонстрируют редкую нерешительность в трактовке своей центральной фигуры — понятно, что Владимир должен быть, скорее, антигероем, но как же очернять крестителя?» В рецензии на Лента.ру Рузаев писал, что «по-настоящему даются „Викингу“ только боевые сцены — дорого, с умом поставленные сражения в почти германовской грязи и кишках — что авторы фильма, кажется, понимают, потому что норовят уйти в баталистику почти на каждом повороте сюжета», отмечая, что «такой подход позволяет козырнуть бюджетом, спецэффектами и проработкой деталей от костюмов до оружия — но, увы, никак не идёт на пользу самой истории и развитию персонажей, в котором часто будто отсутствуют целые важные ступени».
Заместитель главного редактора газеты «Комсомольская правда», журналист П. П. Садков в рецензии в Комсомольской правде высказывает мнение, что «все допущения в фильме явно в рамках приличий», а «как историческая реконструкция „Викинг“ — безусловно шедевр», считает, что просмотр фильма «есть отличный повод узнать больше о времени и князе Владимире».
Публицист, сторонник русского национализма Е. С. Холмогоров в рецензии в газете «Культура» отметил, что снять такого рода продукцию мог только тот, кто не знает русскую историю и «кому она представляется сплошной грязью», а в интервью газете «Комсомольская правда» наряду с жёсткой критикой высказал мнение, что «создатели фильма пользовались какими-то приблизительными сведениями о Древней Руси, они „плавали“ в теме».
Журналист, переводчик и издатель А. Ионов в рецензии в журнале «Мир фантастики» пришёл к выводу, что создатели допустили много неточностей в описании древнерусского быта, но в жизнеописании Владимира твёрдо придерживались канонической версии и отходили от исторических источников только в тех случаях, когда было необходимо «оправдать наиболее отталкивающие поступки князя», а для противовеса, по его мнению, «съёмочная группа добавила чернухи, грязи, крови и сисек в стиле „Игры престолов“ и „Викингов“».
Обозреватель «Игромании» Я. Гафнер назвал картину «добротной масштабной постановкой, не имеющей аналогов в российском кинематографе». Но при этом отметил, что, работая в новом для себя жанре, создатели допустили ряд ошибок и показали не совсем убедительный сценарий.

### Учёные
Культуролог и киновед К. Э. Разлогов в статье на Лента.ру отметил, что считает обозначение рекламщиками «Викинга» «нашим ответом „Игре престолов“» «не вполне обоснованным», поскольку в первом случае речь идёт о реальном мире, где, «как бы вольно они ни обращались с историческими фактами, связаны ими по рукам и ногам». Однако Разлогов полагает бесспорным, что фильм «может сыграть терапевтическую роль для всех тех, кто сегодня призывает возродить „традиционные культурно-нравственные ценности“ народов России, обагренные кровью поколений». Для самого Разлогова фильм показался «слишком однообразным» и, по его мнению, «совсем неубедительным с точки зрения здравого смысла прозвучало легковесное отпущение грехов Владимиру в храме», поскольку этому предшествовали «жестокие и вероломные убийства братьев, и насилие над будущей женой, и убийство её родителей, показанные со всей необходимой для современного кино достоверностью и натуралистичностью». С другой стороны, «авторы целомудренно воздержались от демонстрации упоминаемых в источниках лагерей девственниц, которые князь Владимир собирал для собственных утех, хотя они могли обогатить „взрослую“ версию „Викинга“». Разлогов приходит к выводу о том, что «произведение масштабное и внешне впечатляющее, хотя и далеко не всегда эмоционально убедительное», на которое были «затрачены большие средства и проделана большая работа» и с сожалением отмечает: «именно последняя формулировка позволяет мне, не обижая авторов, охарактеризовать фильм, в котором больше нечего похвалить».
На встрече «Правда и вымысел „Викинга“. Эксперты о фильме» с А. Г. Гордоном историк, скандинавист Е. А. Мельникова высказала мнение, что фильм затронул одну из самых болезненных тем современного российского общества — национальную идентичность. Кроме того, отвечая на вопросы Гордона о соотношении исторической достоверности и художественного замысла фильма «Против чего? Против кого?» она отметила: «И вот это вот очень обидно, потому что фильм меня как раз удивил, ну, такой достаточно осмысленной интерпретацией „Повести временных лет“. Сценарист держался в общем этого текста. Это тоже интерпретация истории Нестором. Меня как раз удивило как аккуратно, как раз, обошлись и с этой традицией сценарист, режиссёр, актёры и т. д.».
В свою очередь историк А. В. Назаренко высказал следующее мнение: «Множество там находок которые, так скажем, идут против летописного текста, но которые настолько удачные, что как-то не хочется с ними спорить».
Научный консультант фильма, историк В. Я. Петрухин, касаясь вопроса искажений в фильме, отметил: «Ну, вот много всяких мелочей можно придумать. Ну, вот конечно же эти самые волхвы „Харе Рама, Харе Кришна“, жрецы древнерусские, были срисованы с миниатюр Радзивилловской летописи».
Этнолингвист и фольклорист-славянист О. В. Белова, касаясь вопроса о том, почему персонажи фильма представлены такими грязными, высказала следующее мнение: «Ну, на самом деле, что мы имеем в народной традиции? Не потому что мы варвары, но так уж устроена наша культура, что бани, да, на русском Севере, да. На Южной Руси, в южных областях, нет, этого никогда не было. И до сих пор нет. Совершенно по другому устроена модель. Обливание, мытьё раз в год в Чистый четверг у колодца. Всё, что Южнее, нет. Самый главный принцип очищения — не руки помыть. Ну, я не знаю, выражение „Они уже руки помыли“ относилось не к тем людям, которые чистоплотные, перед обедом руки моют, а тем, кто, скажем так, по тем временам были уже старички, им уже за 50, переставали жить активной половой жизнью. Про них говорили: „Они уже руки помыли“. А руки-то очищались как? Землю взял, потёр и всё чисто. Поэтому тот человек, который в фильме бреет голову предварительно намазав её грязью в общем вполне, на мой взгляд, показан вполне достоверно.» В свою очередь Мельникова касаясь этого же вопроса сказала: «Мне кажется, что вот действительно демонстрация той грязи, антисанитарии, в которой жили все страны. Не только Русь, простите. Во Франции её в VI—XVII веке ванну принимали хорошо если раз в месяц. Это реальность».
Отвечая на критику Е. С. Холмогорова о том, что «невозможно поверить, что маленькая заштатная крепостица — тот самый Киев, величественный город, который современники считали ровней самому Константинополю», Назаренко отметил: «Вот у автора, как у многих современных людей, столетия сжимаются в тоненькую фольгу такую. В его представлении, значит, что Владимир Мономах, что Владимир Красное Солнышко, что, значит, вот двести лет раньше, Аскольд и Дир, это всё вот этот вот вот. Поэтому конечно он где-то там прочитал, что Адам Бременский (а Адам Бременский это 70-е годы XI в.) вставил в своей хронике вот такую реплику, то что в его время (а это уже время сыновей Ярослава Мудрого) „Киев — великий город, достойный соперник Константинопольского скипетра“». Белова, отвечая на вопрос, высказала такое мнение: «Ну, на самом деле это, мне кажется, некое неосуществлённое желание увидеть красивое прошлое. Потому что для большинства народа древность славянская, она в чём? „Песнь о вещем Олеге“. Конечно это сказка „Снегурочка“ Островского. Прекрасное берендеево царство. Прекрасная архитектура деревянного русского модерна — Абрамцево, Поленово и т. д. То есть проекция. Это восприятие на фоне национального романтизма в первую очередь городской культурой. А на самом деле. Я вот как фольклорист могу здесь сказать совершенно точно, что аутентичный фольклор и традиционная культура её проявления — они очень не аппетитны».
Касаясь вопроса Крещения Руси и отрицательного образа славянского язычества, Петрухин отметил: «Ну, а что касается насилия, то вот тут полное совпадение с „Повестью временных лет“ и с Нестором в том, что с радостью принимали киевляне крещение и злобно нам напоминали, что „А вот Новгород-то крестили огнём и мечом. Что же это тут за враньё?“. Огнём и мечом Новгород крестили только по словам Татищева — историка начала XVIII века и в том, что Валентин Лаврентьевич Янин пытался обнаружить в пожаре Новгородском. Ну, Новгород горел часто, когда полешко из печки выпадало в этом деревянном городе. И приписывать Татищеву историческую точность в связи с этим было, на мой взгляд, как-то не очень корректно.» Кроме того он сомневается в объективности Нестора, хотя и указывал, что «впрочем летописцы говорили о том, что помнили ещё в конце XI века, когда создавались первые летописные тексты, и помнили Крещение Руси, так что некая традиция была. И, действительно то, что видно в этом фильме это то, что готовы были к тому, чтобы принять нечто новое, понимая, что там культура, там богатство. Это было и понятно. Это сила в этой самой Византии, в этих самых каменных городах. Так что здесь, в этом отношении фильм то же достаточно исторически точен».
Касаясь вопроса исторической достоверности изображения личности князя Владимира, Белова отметила: «Кому-то чего-то не хватило. Вот одному блогеру не хватило Владимира Красное Солнышко, которому служили Илья Муромец, Добрыня Никитич и Алёша Попович. Человек ощущает недостаток чего-то фольклорного, былинности». В свою очередь Назаренко сказал: «Он — государственный деятель. Он не романтик. Он на волне конфликта с братьями, весь в крови, ищет какого-то психологического вывода и каких-то психологических опор то там, то здесь. И вот тут Ирина — замечательный выход найденный из конфликта между двумя женщинами, которого в летописи совершенно нет. Он, Владимир, захватывает Киев и по законам того времени он должен овладеть женою брата, что как бы стимул для овладения городом. Вон он — жена Ярополка».
Петрухин считает, что «Владимир должен быть мачо, всех должен там „мочить“. Рубилова-мочилова там много, но мало у Владимира. Он как бы нейтральный. Вот тут совпадает совершенно этот подход с тем, что нам известно об этом князе и каким он сохранился в памяти фольклорной: он действительно креститель и воплощение некой святости. Он относительно бездеятелен (главные герои-мачо это богатыри, если мы говорим об эпосе). В летописи это действительно варяги, которые за него всё это делают — убивают за него этого несчастного Ярополка. Так что вот это относительно нейтральная фигура Владимира, она является тем, что мы о нём знает и что о нём помнит народ. Здесь вот попали создатели фильма в то, на что мы в состоянии выйти опираясь на нашу историческую память».
Назаренко также отметил: «Мне то же показалось, что такой вот психологический мотив обращения такого вот после того как он следует каким-то своим романтическим побуждениям, Анна там, надписям, и хочется ему быть грамотным, ему хочется в каким-то там просторы, и вдруг он попадает в храм и происходит сном вот этот трансцендентальный пробой». В целом он считает фильм «сильным».
Старший научный сотрудник отдела археологических памятников Государственного исторического музея, представитель агентства исторических проектов «Ратоборцы» С. Ю. Каинов в статье в газете «Аргументы и факты» отметил, что приглашение в качестве исторических консультантов историка и археолога В. Я. Петрухина и лингвиста Ф. Б. Успенского «сыграло огромную положительную роль в том, что и событийная канва фильма в целом соответствует древнерусским летописям, и общий визуальный ряд вызывает некоторое отторжение только у специалистов по материальной культуре средневековья» и что благодаря им в фильме во взаимоотношениях Владимира и его дружины с викингами отражена норманнская теория. К недостаткам он относит отступление от летописных источников: брат Владимира князь Олег Древлянский «погибает во рву Полоцка, а не во рву Овруча» (по мнению Каинова — «для стройности сценария»), правая рука Владимира — варяг Свенельд, воспитатель его отца Святослава, а не его дядя — Добрыня. Отмечая, что костюмы на актёрах «смотрятся очень органично и антуражно», Каинов в то же время указывает, что «у людей, знакомых с древнерусским костюмом этого периода, возникает ощущение, что с примитивизацией перестарались», поскольку у князя и его приближённых отсутствует одежда того времени (крашенная и из дорогих материалов — шёлка и парчи), нет наборных поясов у мужчин и соответствующих головных уборов у княгинь. Кроме того, Каинов обращает внимание, что «особо вызывает отторжение» представленное в фильме оружие и доспехи, поскольку «вместо известных по археологии образцов защитного вооружения мы видим засилье кожаных доспехов с различными металлическими накладками, какие-то совершенно непонятные шлемы с личинами и без, кожаные наручи и поножи», что является очевидным анахронизмом. Являющаяся в раннем средневековье основным видом корпусного доспеха кольчуга «мелькает всего несколько раз», а связанные из металлических пластин панцири «также не замечены среди вооружения князей и дружинников». Касаясь темы оружия Каинов выражает недоумение тем, откуда взялись «эти гипертрофированные двуручные топоры, топоры-клевцы, огромные ножи», про мечи отмечает, что они «хоть и похожи в целом на исторические образцы, но все-таки не соответствуют им» и что «заявленный вес мечей в 2—3 кг превышает реальный почти в два раза». Касаясь внешнего вида печенегов Каинов видит в нём «хрестоматийный образ диких кочевников, замотанных в грязные тряпки и шкуры», высказывая мнение, что «эти „печенеги“ вполне могли бы сыграть и нукеров Чингисхана, а, если раздать винтовки, то и басмачей», поскольку «многочисленные свидетельства как археологических, так и письменных источников» доказывают, что этот народ «не выглядел настолько убого». Подытоживая свой критический разбор Каинов тем не менее отметил, что он «не умаляет титанического труда людей, 8 лет творивших этот фильм», здесь же указывает, что получился «в первую очередь художественный фильм, где в угоду художественности поступились исторической действительностью» и посоветовал создателям подобных произведений в будущем «более тесного сотрудничества с узкими специалистами по материальной культуре прошлого, что поможет увеличить степень историчности картин».
Военный историк и исторический реконструктор К. А. Жуков в интервью газете «Комсомольская правда» указал на то, что в фильме существует большое количество анахронизмов (в вооружении, доспехах, одежде и внешнем виде персонажей), а также на прямые ошибки и неточности в показе исторических событий и в постановке боевых сцен. Подробный критический разбор фильма Жуков провёл в проекте «Синий Фил» Д. Ю. Пучкова.
Филолог М. П. Одесский в статье в интернет-издании «Газета.ру» считает смешным говорить «Владимир изображён не таким, каким он был», поскольку «какими были Средние века, никто давно не знает», а «археология X века чрезвычайно бедна» и поэтому считает, что «люди, отвечающие за предметный мир фильмов, фантазируют». С другой стороны, он приводит в качестве примера персонажа из «воображаемого будущего» из романа Братьев Стругацких «Понедельник начинается в субботу», который «вышел совершенно голым, но в красном жилете — больше никаких деталей писатель не рассказал» и указывает, что «опираясь исключительно на факты, мы получим как раз таких персонажей: голых и в одном башмаке». Одесский считает, что авторы смогли очень точно передать мысль Нестора Летописца в его «Повести временных лет» о греховности братоубийственной войны. В целом он приходит к выводу, что «авторы фильма должны радоваться, что их реконструкция, заведомо не претендующая на стопроцентную достоверность событий X века, вызвала такой резонанс и интерес к разным нюансам из „Повести временных лет“» и значит их задумка удалась.

### Священнослужители
На встрече «Правда и вымысел „Викинга“. Эксперты о фильме» с А. Г. Гордоном клирик храма Благовещения Пресвятой Богородицы Патриаршего Подворья при штабе ВДВ священник Андрей Шеломенцев, касаясь образа Владимира в фильме отметил: «Я сразу говорю, мне фильм очень понравился. Хороший фильм. Правильно сказали, что исповедь, покаяние князя Владимира — это действительно очень точно показано. Очень точно. Мне самому такое приходилось не раз видеть.» В свою очередь, настоятель храма святой Варвары при штабе РВСН протоиерей Максим Васильев высказал мнение: «Мне приходилось исповедовать людей перед лицом смерти. Ну, вот совершенно реально. Не для ваших замечательных коллег журналистов. Мы просто видим, как это бывает на войне, и нам самим страшно. И так страшно, что очень легко описаться. И ты понимаешь, что вот эта исповедь… Вот я лежал в окопе и шевелился от разрывов рядом, и я исповедовал солдату, а он мне. Солдат вообще был из Бурятии, но правда, из староверов. И на войне было страшно, и мы оба молились, хотя он из старообрядцев был. Но я вас уверяю, что в жизни всё несколько иначе. Вот этот вот жизненный драматизм, но только отчасти он хорошо передан».
На той же встрече епископ Егорьевский Тихон (Шевкунов) отметил: «Конечно, это явление. Это явление в нашем кинематографе, как минимум. И ничего подобного мы не видели. Конечно, своё слово скажут искусствоведы и специалисты по киноискусству. Но что касается меня, то на меня фильм оказал поистине сильное впечатление. Я немножко представляю себе, как делается кино, и понимаю, насколько сложно было реконструировать то, тысячелетней давности, время. Я даже не представлял себе, как это можно сделать так, чтобы это смотрелось достоверно. И вот сейчас споры вокруг этого фильма идут во многом, как мне представляется, вокруг того, что у авторов фильма получилась достоверная история. Достоверная история. Можно долго спорить о том, насколько какие-то нюансы, подчеркну — нюансы. В принципе, принципиально всё то, что нам известно о князе Владимире, принципиально важного, всё здесь соблюдено. Всё здесь, внутри этого фильма. Вот таких художественных вымыслов, которые издеваются над историей, извините, сегодня, к сожалению, так бывает, здесь, к счастью, нет. Время реконструировано поразительно достоверно по восприятию. И такого я, честно говоря, не видел, что касается всей древней нашей истории».
Священник и богослов Георгий Максимов, не заостряя внимание на художественных качествах фильма, отдал должное попытке авторов фильма создать положительный образ православия, вместе с тем резко раскритиковал их за неверную, с его точки зрения, интерпретацию образа князя Владимира. Фильм, по мнению о. Георгия, пытается оправдать преступления князя, совершенные им в период когда он был язычником, тем самым нивелируя преображение князя под действием христианского учения.

### Прочие
Писатель и актёр Е. В. Гришковец в своём интернет-дневнике негативно отозвался о фильме: «„Викинг“ — это не просто плохо. Это стыдно. Надеюсь и верю, что никаким иностранным прокатчикам не придет в голову показывать это кино в своих странах. Фильм „Викинг“ говорит о стране-изготовителе как о стране не просто региональной, но и во всех смыслах вторичной. Вредная для российского кино получилась картина. Такие фильмы не возвращают доверие, а наоборот. Такие фильмы в карьере артистов остаются как что-то стыдное и ускоряющее их движение к забвению», — и выразил сожаление о покупке билета на киносеанс.
BadComedian резко негативно отозвался о фильме, иронизируя и называя его «нелогичным фильмом, с рваным сценарием, безликими персонажами и импотентным повествованием».
На критику «Викинга» ответил глава компании «Централ Партнершип» Павел Степанов. По его словам, благодаря фильму многие зрители открыли «Повесть временных лет», а кассовые сборы ленты стали вторыми в истории российского кино.
На сайте IMDb фильм имеет рейтинг 4,5 (из 10) по состоянию 14 февраля 2020 года. На Кинопоиске фильм имеет рейтинг 4,6 (из 10) по состоянию декабрь 2023 года.